# Jawne (stacja kolejowa)
Jawne (hebr.: יבנה מזרח) – stacja kolejowa w Jawnem, w Izraelu. Jest obsługiwana przez Rakewet Jisra’el.

Stacja znajduje się w południowej części miasta Jawne, w pobliżu centrum handlowego. Dworzec jest przystosowany dla osób niepełnosprawnych.

## Połączenia
Pociągi z Jawne jadą do Lod, Tel Awiwu, Rechowot, Binjamina-Giwat Ada, Netanii i Aszkelonu.